# Jonija
Jonija (starogrčki Ἰωνία ili Ἰωνίη) antička je regija na središnjoj obali zapadne Male Azije u današnjoj Turskoj, odnosno u području oko grada Izmira (nekadašnje Smirne). Sastojala se od najsjevernijih dijelova Jonskog saveza koju su činila grčka naselja. Jonija nikada nije bila jedinstvena država, a ime je dobila po plemenu Jonjana koji su arhajskom periodu nastanili obalu i otoke Egejskog mora. Identitet Jonije počivao je na njihovoj tracidiji i služenju istočnog dijalekta grčkog jezika. Regija je najpoznatija po slavnoj „Jonskoj školi filozofije“, te po jonskom redu.
Obala Jonije sastojala se od uskog pojasa od Fokeje na sjeveru uz ušće rijeke Hermus (danas Gediza), do Mileta na jugu pokraj ušća rijeke Meander; uključivala je otoke Samos i Hios koji danas pripadaju Grčkoj. Na kopnu je graničila s Eolijom na sjeveru, Lidijom na istoku i Karijom na jugu. Jonski gradovi u antičko doba bili su poprištem čestih sukoba između Grčke i Perzijskog Carstva.
Prema grčkoj predaji, jonske gradove osnovali su kolonijalisti s druge strane Egejskog mora. Njihovo naseljavanje povezuje se s legendama o jonskom narodu iz Atike, prema kojima su koloniste vodili Nelej i Androklo, sinovi posljednjeg atenskog kralja Kodra. U skladu s time „jonska migracija“, kako su je nazivali kasniji kronolozi, datirala je 140 godina nakon Trojanskog rata, odnosno 60 godina poslije povratka Heraklida na Peloponez.
Teritorij Jonije još su 1200. pr. Kr. naseljavali Hetiti. Nakon grčkog naseljavanja, ranu povijest činili su autonomni grčki gradovi (polisi), no na prijelazu iz 8. u 7. stoljeće pr. Kr. počinju sukobi sa susjednom Lidijom pa jonski gradovi postupno bivaju pokoreni do sredine 6. stoljeća pr. Kr., odnosno u doba vladavine lidijskog kralja Kreza. Perzijski vladar Kir Veliki kasnije pobijedio je Kreza i priključije Joniju golemom Perzijskom Carstvu, pod kojim su jonski gradovi uživali status lokalne autonomije. Početkom 5. stoljeća pr. Kr. jonski vladari podižu ustanak uz pomoć Atenjana koji prodiru sve do Sarda u Lidiji i pustoše grad, što je označilo početak Grčko-perzijskih ratova. Razdoblje perzijske dominacije prekida Aleksandar Makedonski koji priključuje Joniju svom carstvu, te nakon njegove smrti ona nastavlja biti dijelom helenističkih kraljevstva. Sredinom 1. stoljeća pr. Kr. Rimsko Carstvo osvaja Anatoliju čime Jonija dolazi pod upravu Rima odnosno kasnije Bizanta. U 15. stoljeću osvajaju je Turci, pa teritorij Jonije postaje dijelom Osmanskog Carstva, odnosno moderne Turske.

## Poveznice
- Stara Grčka
- Perzijsko Carstvo
- Jonski ustanak
- Grčko-perzijski ratovi
- Rimsko Carstvo